# فيتور بيترينو
فيتور بيترينو مالاكياس سالفو (بالبرتغالية: Vitor Petrino Malaquias Salvo؛ مواليد 28 أغسطس 1997) هو مُقاتل فنون قتالية مختلطة برازيلي.

## وصلات خارجية
- فيتور بيترينو على موقع يو إف سي (الإنجليزية)
- فيتور بيترينو على موقع شيردوغ (الإنجليزية)
- فيتور بيترينو على موقع Tapology.com (الإنجليزية)